# Апиро
Апиро (итал. Apiro) — город в Италии, расположен в регионе Марке, подчинён административному центру Мачерата (провинция).
Население составляет 2431 человек, плотность населения составляет 46 чел./км². Занимает площадь 53 км². Почтовый индекс — 62021. Телефонный код — 00733.
Покровителем города считается святой Урбан. Праздник города ежегодно празднуется 24 мая.